# Noord-Gaza
Noord-Gaza (Arabisch: محافظة شمال غزة, Shamāl Ghazzah) is een gouvernement van de staat Palestina, gelegen in het uiterste noorden van de Gazastrook. Het gebied telde in 2021 circa 417,000 inwoners.

## Woonkernen
- Jabalia
- Beit Lahiya
- Jabalya Camp
- Beit Hanoun
- Um Al-Nnaser (Al Qaraya al Badawiya al Maslakh)